# 魚海洋司
魚海洋司（うおみ ようじ、1962年3月21日 - ）は、日本の作曲家、音楽プロデューサー、ラジオパーソナリティ。愛媛県出身。血液型O型。

## 来歴
1987年、ビクター音楽産業からデビュー（NOBODYプロデュース）。その後、日本のネオロカビリーバンド「BLACK CATS」「MAGIC」「BLUE ANGEL」に楽曲提供、プロデュースを手掛ける。テレビ朝日系ドラマ「ツインズ教師」「愛してるよ!」ほかアニメ、CM音楽を制作。

## ディスコグラフィー
アルバム
- 「サレンダー」

シングル
- 「ダンス・イン・ザ・ダーク」C/W「痛みつづけるロンリー・ハート」

コンピレーション・アルバム
- 「イッツ・キッチン」
- 「地底人」挿入歌「X'mas Time」（ザ・タイマーズ、泉谷しげる、KUSU KUSU他）

## 楽曲提供

### 作曲
- BLACK CATS
  - 「BLACK CATS」「Good Time's Roll」「Rock'a Billy Daddy」「Pretty Woman」「Freedom」
- MAGIC
  - 「東京バーニング・タウン」「天使のジェラシー」「SUMMER ROSE」「EASY RIDER」「ランブル・フィッシュ」「Rainy Season」「センチメンタル・カーニバル」「GOLDEN SUMMER」「傷だらけのパラダイス」「Dancin' Dancin' Dancin'」「CRAZY FOR YOUR LOVE」
- BLUE ANGEL
  - 「TATTOO MAGIC」「エデンの東」「ランデブー・イン・L.A.」
- 光GENJI
  - 「2 OUT FULLBASE」
- HAIR CUTS（作詞：高井良斉　Produce：秋元康）
  - 「Baby Blue」（リクルート／フロム・エー夏CMソング）
- 緑山高校甲子園編（挿入歌）
  - 「Gimme Love」「恋はNO-REASON」「Dancing In My Heart」
- GUITAR FISH
  - 「LOOK INSIDE」「NOT IF I DON'T WANT TO」

### テレビ
- ドラマ「ツインズ教師」（テレビ朝日系）
- ドラマ「愛してるよ!」（テレビ朝日系）
- 音響、CM制作（テレビ愛媛）

## ラジオ
- Back Beat Club（2007年 - 2011年／FM愛媛／提供・松山全日空ホテル、そば吉）
- THE BEATLES FOREVER・伊予銀行創業130周年特別番組（2008年・FM愛媛）
  - ゲスト・坂崎幸之助、根本要、杉真理、NOBODY
- SONG MUSEUM「Sir Paul with The Beatles」来日記念特別番組（2013年・FM愛媛）
- ダイキアクシス・BEAT GOES ON!（毎週土曜日・午後12時30分〜放送中／FM愛媛）